# 小野憲次
小野 憲次（おの けんじ、1947年7月14日 - ）は国際メディア・プロデューサー。東京都出身。

## 学歴・職歴
- 1971年3月 一橋大学社会学部（南博ゼミ）卒
- 1973年4月 (株)電通を経て テレビマンユニオン参加
- 1982年7月 フルブライト留学生（ジャーナリスト･コース研究員）としてニューヨーク大学・大学院 (テレコミュニケーション学科）にて、客員研究員／Visiting Scholar
- 1984年5月 テレビマンユニオン 退会。東京とニューヨークに(株)ケンジ･コミュニケーションズ設立、代表となる
- 1986年4月 アメリカ Hearst Magazine 日本代表 Representative（ - 2011年5月迄）
- 1992年9月 - 1994年3月 海外向英文雑誌 “Japan Scope”（発行･野村證券）編集長
- 1996年10月 - 一橋大学商学部 非常勤講師「現代産業論ーメディア」
- 1998年4月 - 一橋大学経済学部 非常勤講師「現代経済論ーメディア」

## 経歴
1983年8月 1年間のフルブライト･ジャーナリズム留学生活を終えた後、東京とニューヨークの『通勤生活』を決意し、現在に至る。
2012年、FTBP (Fukushima Taki-Sakura Bhutan Project) を立ち上げ、ブータン国王夫妻の福島訪問の返礼として、三春滝桜をブータン王国に贈呈・植樹。福島とブータンの交流を図る。
2013年2月の訪問時、三春町使節団とともに国王にも拝謁。
米国 Hearst Magazine社	日本総代理店としての経緯･実績
- 1987年4月 “Esquire日本版” 創刊（ - 2009年・現在休刊）
- 1997年11月 “Good Housekeeping･日本版” 創刊（ - 2000年・現在休刊）
- 2000年1月 HB Japan設立
- 2000年8月 “Harper's Bazaar･日本版” 創刊（- 2010年・現在休刊）

米国 Wenner Media社 日本総代理店としての経緯･実績
- 2007年3月 “Rolling Stone日本版” 創刊 （ - 現在）

米国 Yoga Journal社 日本総代理店としての経緯･実績
- 2008年5月“Yoga Journal日本版”創刊 ( - 現在)

米国 シリコンバレー地元TV局･KRON-TV 等、アメリカTV映像（番組）のDistributor
- “Management of Technology Video”（＃1：15時間、＃2：4時間） 経済産業省／一橋大学

## 作品歴

### テレビマンユニオン時代
- 1980年「美しすぎた映像〜レニ･リーフェンシュタール」ANB系、ギャラクシー選賞 受賞
- 1981年「科学への愛〜仁科芳雄物語」	テレビ東京系、科学番組放送賞 受賞
- 1981年「テレビ･セミナー Japan As No.1?」（原作：エズラ･ボーゲル教授）TBS系

### ケンジ･コミュニケーションズ時代
※IT系・サイエンス系番組
- 1997年4月〜1999年3月 NHK-BS1「BSパソコンネット」(KRON-TV)
- 1999年1月〜2000年9月 SkyPerfecTV･Vaio Net「Cyber Wave〜シリコンバレー潮流」
- 1999年2月7日 「Empower Japan#1 シリコンバレーからの提言」テレビ東京系
- 2000年2月27日「Empower Japan#2 ベンチャー新千年紀」テレビ東京系
- 2003年4月 - 2019年3月 NHK-BS1「ABCニュースシャワー」
- 2019年4月 - 2021年3月 NHK-BS1「攻略！abcニュース英語」

## 著書 単行本
- 「ニューメディアビジネスの勝者〜ケーブルTVの星／テッド･ターナー」(宣伝会議刊）
- CHASE「戦争を実況したあのCNNって何だ？」（アイペックプレス）